# As Quatro Estações (Poussin)
As Quatro Estações (em francês:  Les Quatre Saisons) é um conjunto de quatro pinturas a óleo sobre tela do pintor francês Nicolas Poussin pintadas entre 1660 e 1664 e que se encontram actualmente no Museu do Louvre em Paris. As Quatro Estações foram as últimas completadas por Nicolas Poussin (1594–1665) tendo sido pintadas em Roma, onde vivia desde os trinta anos, por encomenda do Duque de Richelieu, sobrinho do Cardeal Richelieu.
Cada uma das quatro pinturas é uma paisagem elegíaca com figuras do Antigo Testamento representando as várias estações do ano e as etapas do dia. Executado quando o artista já sofria de tremura das mãos, as Estações são uma reflexão filosófica sobre a ordem no mundo natural. A iconografia evoca não só os temas cristãos de morte e ressurreição, mas também a imagem pagã da antiguidade clássica: os mundos poéticos de Paraíso Perdido de John Milton e as Geórgicas de Virgílio. As quatro pinturas estão atualmente expostas num sala única própria do Museu do Louvre em Paris.

## As pinturas
Em contraste com as suas referências iconográficas complexas, as pinturas são de uma simplicidade enganadora. No entanto, Poussin, pintor septuagenário, usou toda a experiência adquirida ao longo da sua vida na composição de cada quadro. O trabalho sobre as pinturas foi necessariamente lento, por causa de problemas de saúde em geral e da  continuação do tremor de suas mãos, o que afectava Poussin desde 1640 e o transformou num recluso.
Numa carta a uma amigo, o próprio Poussin escreveuː "com o peso dos anos, paralítico, cheio de doenças de todo o género, estrangeiro e sem amigos ... Eis o estado em que me encontro ... Tenho tanta dificuldade de escrever pela grande tremura da minha mão...". Carta de Poussin a Paul F. Chantelou, escrita em 18 de novembro de 1664, um mês após a morte da sua esposa.

### A Primavera

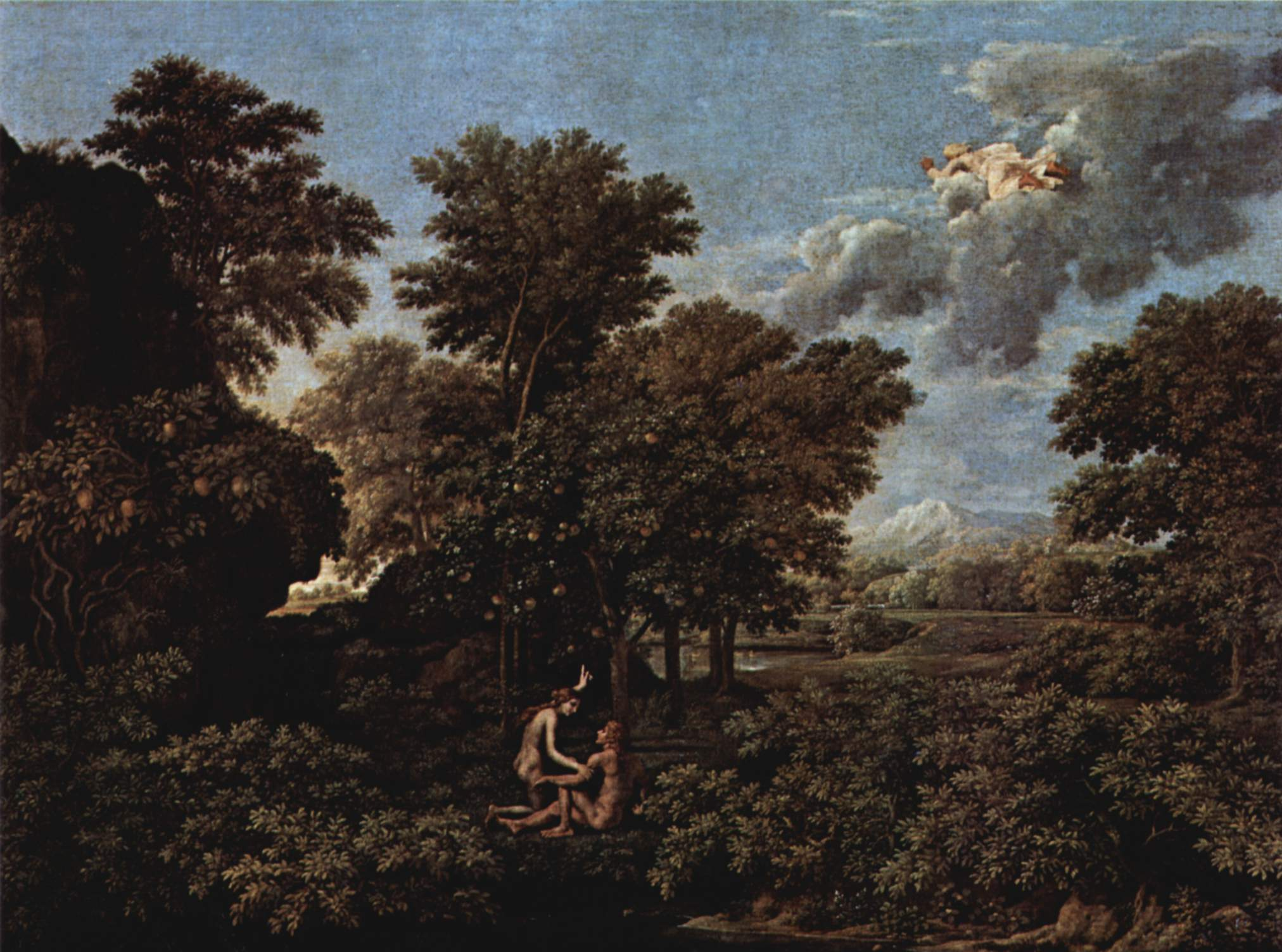
A Primavera ou O Paraíso Terrestre

Em A Primavera ou O Paraíso Terrestre, Poussin representa Adão e Eva no Éden, ao lado da árvore do conhecimento do bem e do mal. Este é um episódio do Génesis que tem lugar antes do pecado original e da expulsão do Paraíso: não se vislumbra qualquer cobra no momento em que Eva mostra o fruto proibido a Adão. A pintura apresenta um luxuriante bosque através de uma notável variedade de tons de verde. O primeiro plano é escuro e inquietante. Ao longe, o sol da manhã revela cisnes num lago, tendo à volta prados e montanhas. A luz da manhã aparece no meio, através de uma brecha nas rochas e arbustos, fazendo lembrar a composição de O Nascimento de Baco (em Galeria) do próprio Poussin.
Adão e Eva formam um par de pequenas personagens estáticas num bosque tranquilo, ofuscados pela vegetação exuberante. A figura vestida do Criador pode ver-se no céu sobre uma nuvem cercada por um halo de luz. Está a afastar-se do espectador como se estivesse consciente do que está por vir. O arranjo das figuras na composição recorda as representações clássicas das miniaturas medievais.
A Primavera representa uma cena que se desenrola de manhã. Como refere Clark (1961), a obra é a correspondência visual perfeita para Paraíso Perdido escrito por John Milton na mesma época.

### O Verão

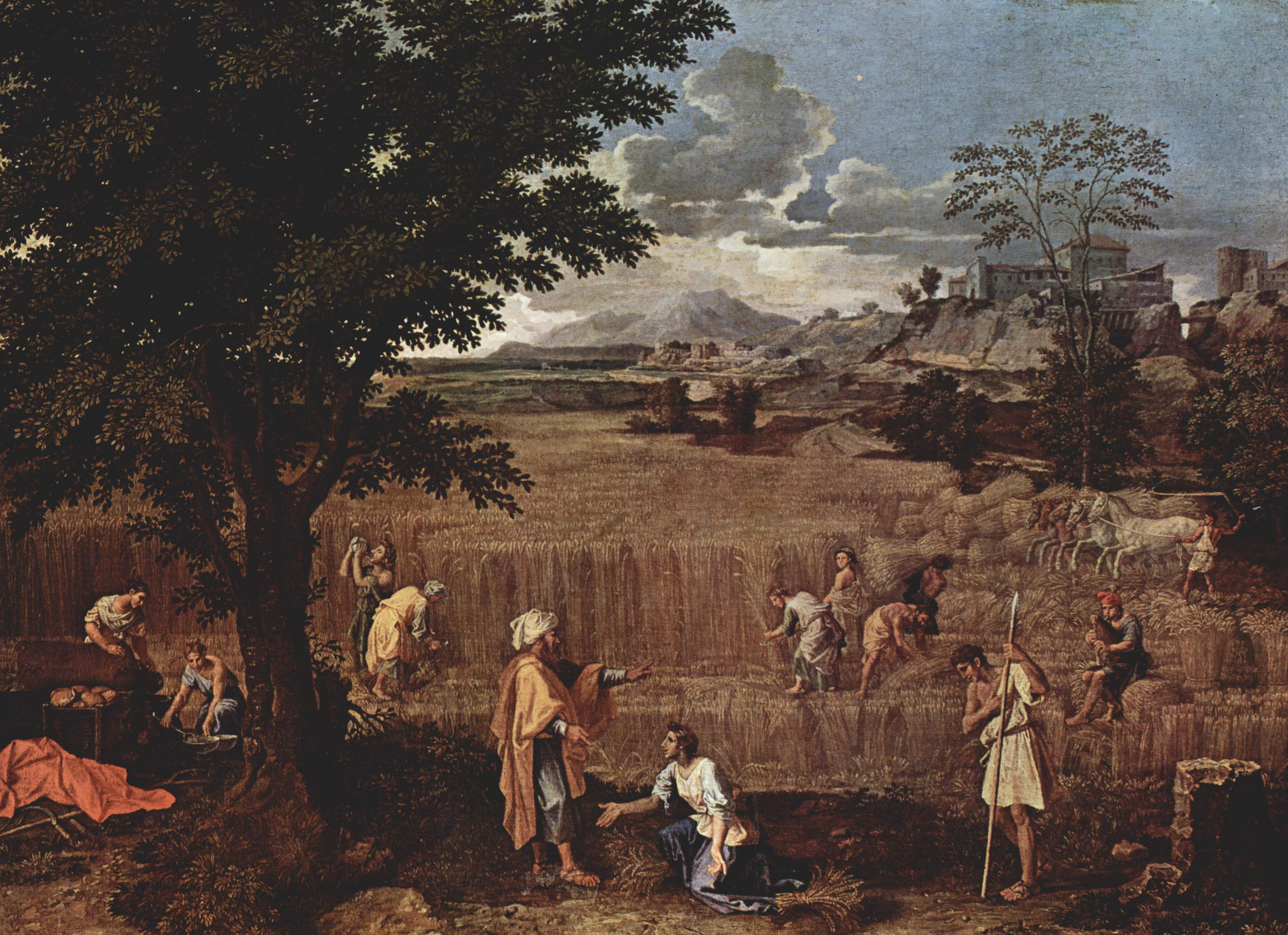
O Verão ou Rute e Boaz

O Verão ou Rute e Boaz representa o episódio do capítulo 2 do Livro de Rute em que Rute implora a Boaz para deixá-la apanhar espigas após a passagem dos ceifeiros. A cena de O Verão decorre ao meio-dia estando o almoço a ser preparado.
Em O Verão, a cena é construída em blocos retangulares por trás das três principais figuras em primeiro plano, que são vistos de perfil como num baixo-relevo. A moabita Rute ajoelha-se diante de Boaz que tem um servo a observar benignamente. Vêem-se duas paredes paralelas de cereal, juntamente com a pintura detalhada dos caules, constitui a seara o centro da pintura. O seu bordo irregular conduz o olhar para as rochas, o mar e as montanhas ao longe. No campo do meio, um grupo de ceifeiros forma um friso estendido, enquanto mais a trás pode ver-se um grupo de cinco cavalos desenhado no estilo clássico do arco triunfal da Roma Antiga (em Galeria). A cena bucólica é completada pelas figuras de um camponês que toca uma gaita de foles na direita e, na esquerda, um ceifeiro a matar a sede com uma bilha de vinho enquanto duas mulheres preparam o pão à volta da grande árvore que está em primeiro plano.
Como Clark (1967) referiu, no tratamento elegíaco de O Verão, "o sentimento das Geórgicas é elevado a uma espécie de gravidade sacramental".

### O Outono

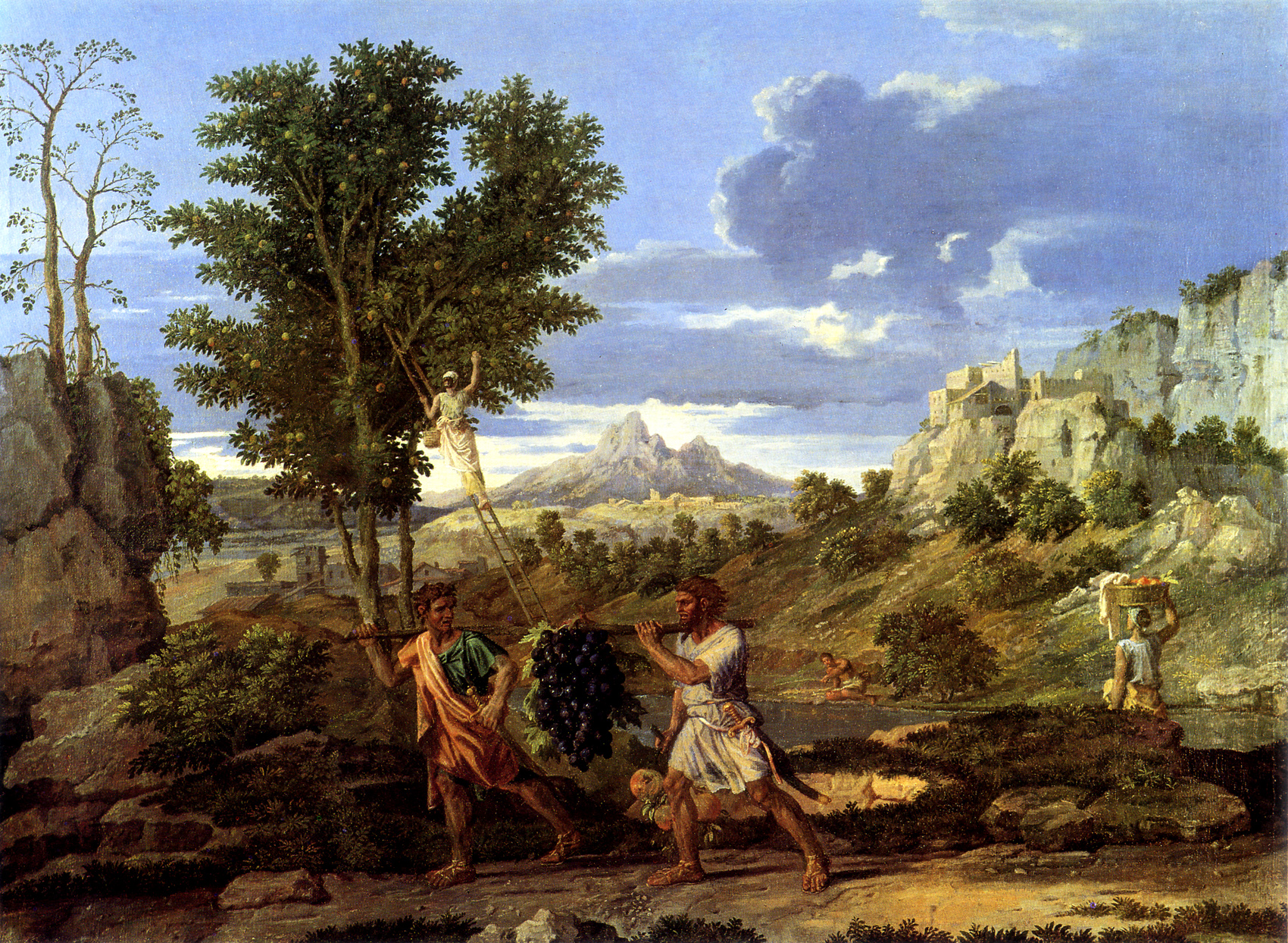
O Outono ou O Cacho de uvas de Canaã

O Outono, também chamado de O Cacho de uvas de Canaã, representa uma cena do capítulo 13 da Livro dos Números, onde os homens enviados por Moisés para explorar a Canaã carregam um cacho de uvas com uma vara. O Outono representa uma cena que decorre durante a tarde, como o testemunham as sombras alongadas.
A vegetação exuberante de Primavera é substituída pelo chão pedregoso com pequenos tufos de grama. Apenas a macieira no centro tem frutos; as folhas já estão começando a cair das duas pequenas árvores à esquerda. Longas sombras são geradas pelo sol da tarde, cuja luz enfraquecida ilumina uma povoação plantada num morro na distância e edifícios empoleirados numa borda rochosa na direita. A vista do observador é suavemente dirigida para as figuras centrais dos dois espiões israelitas pelas linhas de nuvens e falésias abaixo deles. Como relatado no Livro dos Números, eles precisaram de uma vara para transportar um enorme cacho de uvas; um dos espias leva um ramo de laranjas tão grandes como melões. A meia distância está um pescador e uma mulher com uma cesta de frutas na cabeça.
Na composição central, ao estilo de baixo-relevo, e para as figuras clássicas dos dois homens com as uvas, Poussin usou elementos de uma gravura alegórica (em Galeria) de 1607 de Hieronymus Wierix. Na pintura de Poussin, uma mulher colhe frutos numa escada encostada na árvore, parecendo que a escada saie das uvas. No original, é o corpo de Cristo na cruz que se eleva a partir das uvas. Isto tem sugerido uma interpretação iconográfica da macieira como a Árvore da vida - a recompensa celestial prometida para o paraíso depois da salvação.
A textura mais áspera e o tremor das pinceladas evidentes em O Outono sugerem que este pode ter sido o último quadro do conjunto a ser completado.

### O Inverno

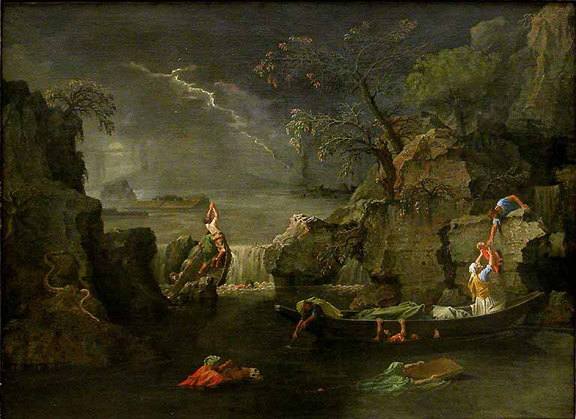
O Inverno ou O Dilúvio

O Inverno ou O Dilúvio é a representação do episódio do Dilúvio contado nos Capítulos 6-9 do Gênesis . Além disso, o acontecimento é situado à noite, concluindo assim o ciclo diário do conjunto das quatro obras.
Nesta pintura vincadamente original, Poussin representa com contenção as fases finais do cataclismo terrível do Dilúvio. Na cena as enxurradas estão a acabar de inundar a planura estando os últimos afloramentos rochosos a desaparecer sob as águas. O luar, dado em diferentes tons de cinzento, é interrompido por relâmpagos. Os contornos sombrios da Arca de Noé vêem-se ao longe flutuando sobre as águas mais calmas. Contrastando com as formas irregulares de rochas e árvores, a represa crescente produz um pano de fundo horizontal para o friso de sobreviventes encalhados em primeiro plano, temerosos da sua desgraça iminente. Poussin colocou ameaçadoramente uma cobra serpenteando sobre a rocha na esquerda, um símbolo muitas vezes empregado nos seus quadros para evocar um sentimento de horror. Além disso, a presença de uma cobra desempenha um papel iconográfico especial no ciclo das quatro obras, pois também serve como um lembrete da sua ausência singular no Jardim do Éden.

## Temas
Anthony Blunt, no seu livro Nicolas Poussin, refere que "Pela humildade absoluta, pelo apagamento de si mesmo, pela sua recusa em usar qualquer truque ou vangloriar-se, Poussin conseguiu identificar-se com a natureza, que concebeu como uma manifestação da razão divina. As Estações são exemplos supremos da pintura de paisagem panteística".
Por sua vez, Alain Mérot, no seu livro Nicolas Poussin, refereː "Nunca, talvez, na pintura ocidental, tantas coisas e às vezes tão difíceis tenham sido ditas com tal simplicidade. Nunca também um pintor se identificou tão plenamente com a ordem do mundo. Mas essa identificação não é nem uma "projeção" nem uma confidência: tem o significado dessa impessoalidade que se critica a Poussin, e que faz a sua grandeza."

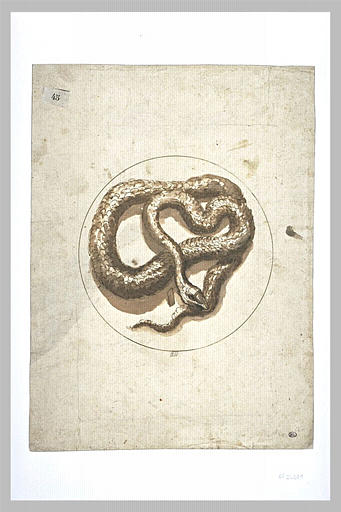
Desenho de uma serpente (1630), de Nicolas Poussin, no Louvre

As Estações são uma continuação das paisagens mitológicas de Poussin, representando o poder e a grandeza da natureza, "benigna na Primavera, rica no Verão, sombria e contudo fecunda no outono, e cruel no inverno." A série também representa as sucessivas fases do dia: de manhã cedo para a Primavera, o meio-dia para o Verão, a tarde para o Outono e uma noite com luarada para o Inverno. Tanto para os filósofos estoicos como para os primeiros cristãos, as estações representavam a harmonia da natureza; mas para os cristãos, as estações do ano, muitas vezes representadas personificadas em torno do Bom Pastor, e a sucessão de noite e de dia também simbolizavam a morte e a ressurreição de Cristo e a salvação do homem. .
Partindo das tradições da Antiguidade Clássica ou das iluminuras medievais, onde as estações eram representadas ou por figuras alegóricas ou por cenas da vida diária do campo, Poussin escolheu um episódio específico do Antigo Testamento para simbolizar cada estação. Para a Primavera escolheu Adão e Eva no Jardim do Éden do Livro de Genesis; para o Verão, Boaz que encontra Rute a respigar nos seus campos a partir do Livro de Rute; para o Outono, os espias israelitas que regressa com uvas da terra prometida de Canaã, a partir do Livro dos Números; e, para o Inverno, o mito do Dilúvio, a partir do Livro de Noé. Além das referências sazonais óbvias, alguns comentadores vislumbram outras referências bíblicas menos evidentes. O pão e o vinho no Verão e uvas no Outono podem referir-se à Eucaristia. Todo o conjunto também poderia representar o caminho do homem para a redenção: o seu estado de inocência antes do pecado original e a  Queda na Primavera; a união que deu origem à Natividade de Jesus através da Casa de David no Verão; as Leis de Moisés no Outono; e finalmente o Juízo Final no Inverno.
Tal como esta iconografia cristã, as pinturas poderiam conter também alusões mitológicas a quatro divindades da Antiguidade Clássica. Na Primavera, Poussin reutiliza o artifício do sol nascente, anteriormente empregado no Nascimento de Baco, para designar Apolo, o pai de Baco. No Verão, Rute com seu molhe de cereal poderia denotar Ceres, a deusa dos cereais e da fertilidade. No Outono, as uvas poderiam ser uma referência a Baco. No inverno, a cobra deslizando sobre as rochas seria uma referência alegórica ao submundo clássico e a Plutão.
Mais ainda, o ciclo de quatro pinturas poderia ser entendido como uma unidade de quatro estados de alma ou de modos musicais, refletidos nas diferentes colorações das pinturas: verdes luxuriantes para a Primavera, amarelos dourados para Verão, castanhos esbatidos no Outono e cinzentos para o Inverno.
Dada a complexidade das suas referências iconográficas, cada um dos quadros em si apresenta uma simplicidade enganadora. No entanto, na sua composição, Poussin, aos setenta anos, usou toda a experiência adquirida ao longo da vida. O subentendido é notável em todo o conjunto. Poussin não faz qualquer tentativa para deslumbrar com a sua técnica e parece ter-se esforçado para evitar a evidência do seu traço e deixar que a grandeza da natureza falasse por si.

## Recepção e influência
Nicolas Poussin é considerado por muitos historiadores de arte como uma das figuras mais influentes na pintura de paisagem francesa. Nas suas pinturas ele procurou uma harmonia entre os elementos verticais e horizontais, às vezes recorrendo a cálculos matemáticos, como a regra de ouro. Na pintura de paisagem, na qual os elementos são principalmente horizontais, ele inseriu a arquitetura clássica para fazer o ângulo reto pitagórico tão essencial no seu método que foi muito estudado posteriormente pelos comentadores e artistas. Quando as Estações de Poussin  foram exibidas pela primeira vez, foram imediatamente discutidas por académicos , conhecedores e artistas franceses, incluindo Charles Le Brun, Sébastien Bourdon, Loménie de Brienne e Michel Passart, um patrono tanto de Claude Lorrain como de Poussin.
Como Brienne relatou na época: "Estivemos num encontro convocado pelo Duque de Richelieu onde se poderia encontrar a maioria das mentes curiosas em Paris. Houve uma discussão longa e erudita... Também falei escolhendo o Dilúvio. M. Passart pensava da mesma forma. LeBrun, que não apreciava nem a Primavera nem o Outono, fez um longo elogio a Verão. Mas Bourdon defendeu o Paraíso Terrestre e daí não se demoveu."

Bolas! Um Poussin provençal, isso me encaixaria como uma luva. Vinte vezes eu quiz pintar o tema de Rute e Boaz ... Como eu gostaria de [...] como em Outono, dar a uma apanhadora de fruta a esbelteza de uma planta olímpica e a leveza celestial de um verso de Virgílio.

Paul Cézanne
Ao contrário de outros artistas que deram origem a imitadores servis, o impacto de Poussin parece ter sido globalmente positivo. Outros artistas compreenderam o seu equilíbrio entre ideal e realidade. A sua influência nota-se na obra de paisagistas franceses como Sébastien Bourdon, Gaspard Dughet, Jean-François Millet, Jean-Baptiste-Camille Corot, Pissarro e Cézanne. Embora o crítico William Hazlitt reconhecesse Poussin como um grande pintor, a escola inglesa preferia em grande medida as paisagens delicadamente poéticas de Claude ao rigor intelectual de Poussin. Turner, embora influenciado pelo Dilúvio, tinha fortes reservas; Constable foi um dos poucos a aprender com Poussin, cujas pinturas gostava de copiar.

## Galeria

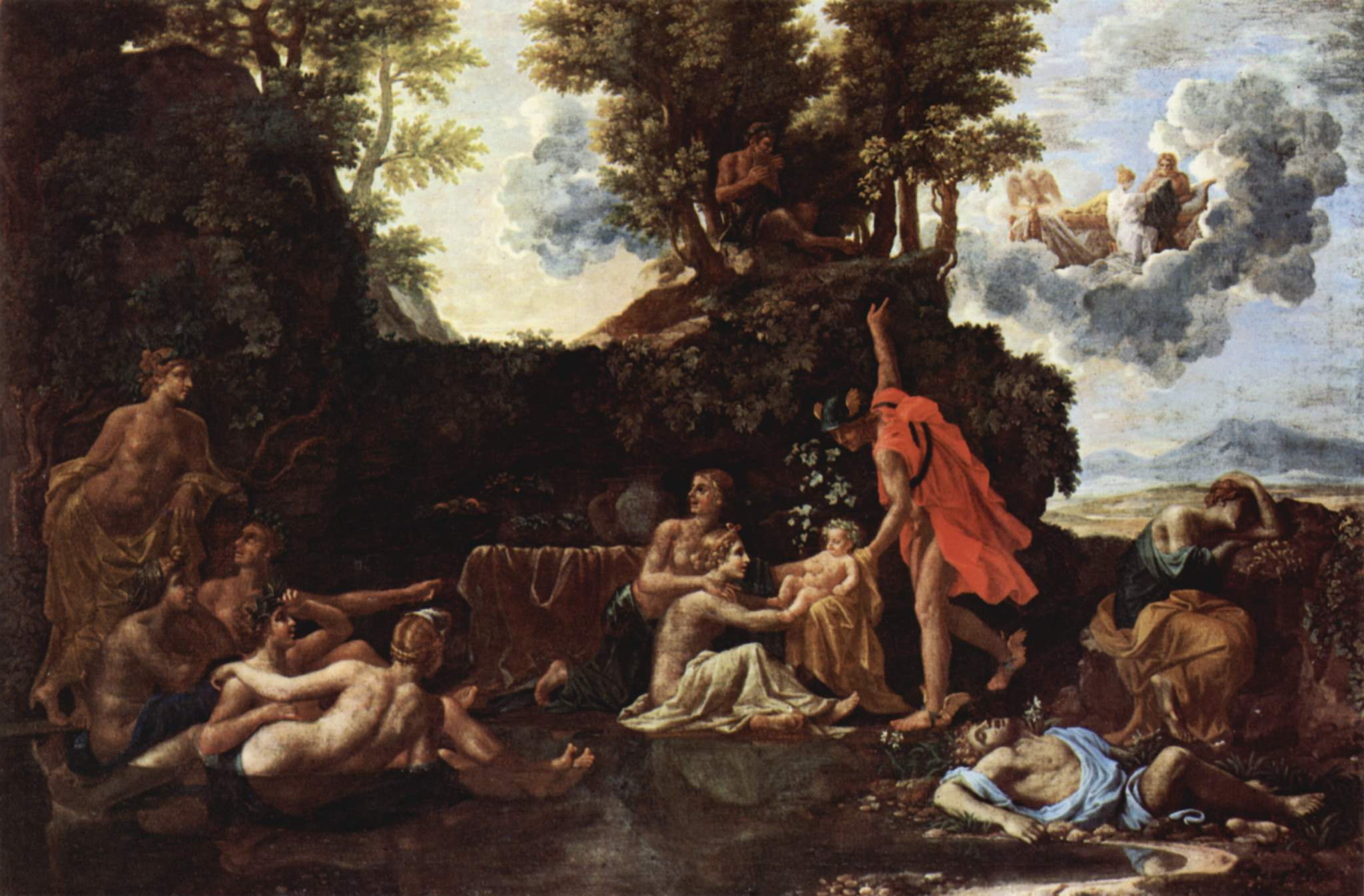
O Nascimento de Baco (1657), Nicolas Poussin, no Fogg Art Museum, Cambridge (Massachusetts), EUA
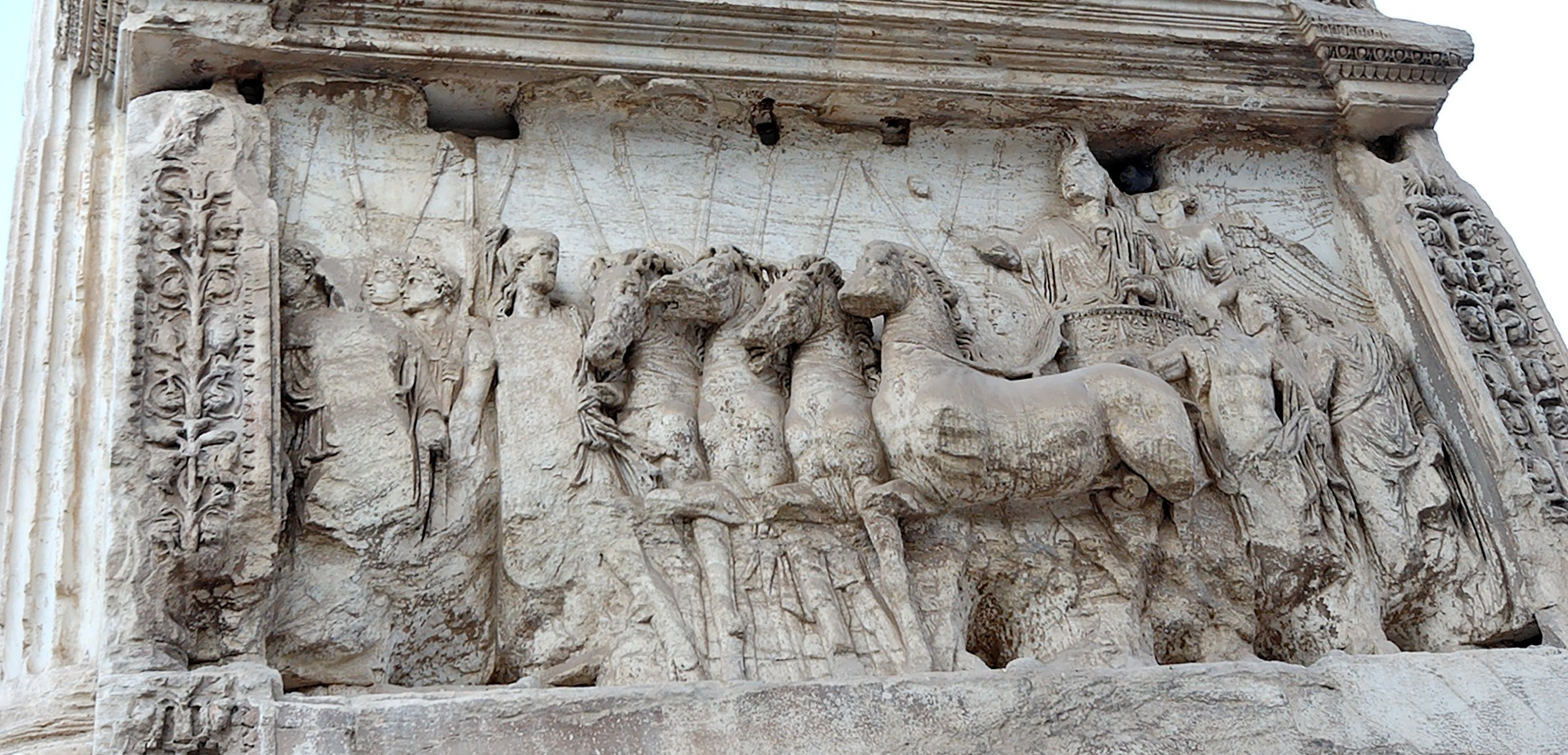
Detalhe de Arco de Tito, em Roma
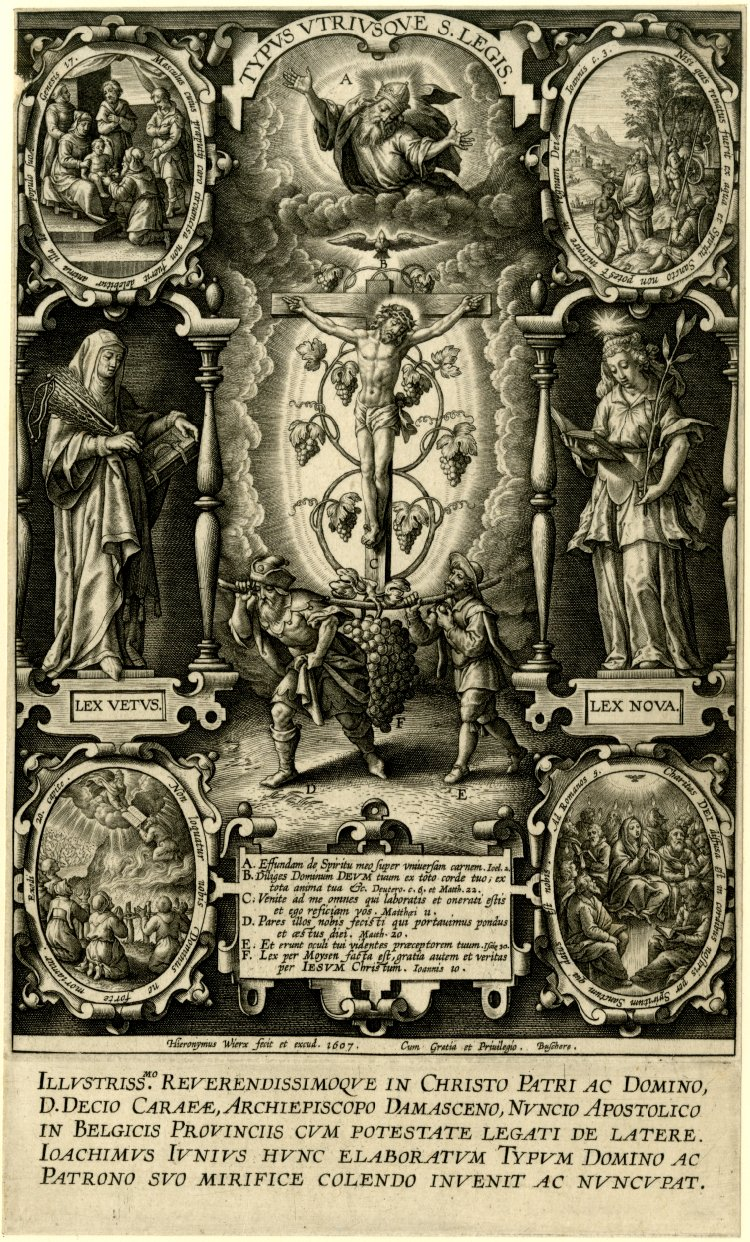
Spies carrying grapes (1607), gravura de Hier. Wierix, no British Museum